# Exterminace

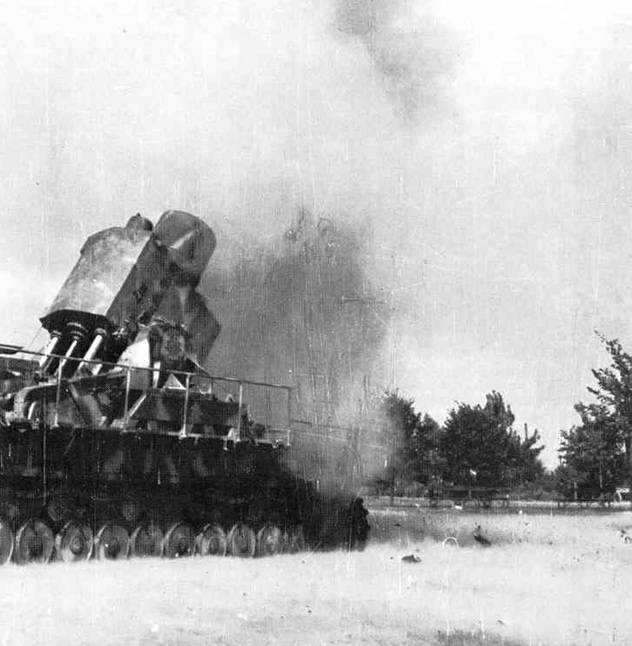
Bombardování varšavského Starého Města

Exterminace je termín označující zločin spočívající ve vyvražďování určité skupiny lidí (například inteligence) či násilné vyhánění, vystěhovávání takové skupiny z jimi obývaného území. Je-li zaměřena proti skupině osob na základě jejich etnika či rasy, pak hovoříme o genocidě. 
Mezi exterminační akce patří například  Akce AB, exterminace polské inteligence německými okupačními orgány v první polovině roku 1940, při níž zahynulo asi 6000 osob.